# Max Alvary
Max Alvary, originalmente Maximilian Achenbach, (Düsseldorf, 3 de Maio de 1856 – Tabarz, Turíngia, 7 de Novembro de 1898) foi um tenor alemão.
Era filho do pintor Andreas Achenbach. Estudou em Frankfurt, com Julius Stockhausen, e em Milão com Francesco Lamperti. Dotado de ótima voz de tenor e formosa presença, rapidamente obteve reputação na Alemanha em papéis principais em óperas de Wagner. De 1885 em diante, apresentou-se nos Estados Unidos da América e na Inglaterra. Atingiu seu apogeu em 1892, quando suas apresentações de Tristão e Siegfried, no Covent Garden, causaram grande entusiasmo.
Em outubro de 1894 sofreu grave ferimento em uma queda, enquanto ensaiava Siegfried em Mannheim, e nunca se recuperou completamente, aposentando-se dos palcos em 1897.